# Раковіца (комуна, Бреїла)
Раковіца (рум. Racovița) — комуна у повіті Бреїла в Румунії. До складу комуни входять такі села (дані про населення за 2002 рік):
- Корбень (150 осіб)
- Кустура (509 осіб)
- Раковіца (729 осіб)

Комуна розташована на відстані 144 км на північний схід від Бухареста, 38 км на захід від Бреїли, 46 км на захід від Галаца.

## Населення
За даними перепису населення 2002 року у комуні проживали 1388 осіб, усі — румуни. Усі жителі комуни рідною мовою назвали румунську.
Склад населення комуни за віросповіданням:
| Релігія     | Кількість осіб | Відсоток |
| ----------- | -------------- | -------- |
| православні | 1385           | 99,8%    |
| баптисти    | 3              | 0,2%     |

## Зовнішні посилання
- Дані про комуну Раковіца на сайті Ghidul Primăriilor